# Graphiurus ocularis
Graphiurus ocularis là một loài động vật có vú trong họ Gliridae, bộ Gặm nhấm. Loài này được Smith mô tả năm 1829.